# 1839 pr. n. št.

## Smrti
- Senusret III., faraon iz Dvanajste egipčanske dinastije (* ni znano)